# 小行星9252
小行星9252（9252 Goddard）是一颗绕太阳运转的小行星，为主小行星带小行星。该小行星于1960年10月17日发现。

## 轨道参数
小行星9252的轨道半长轴为3.0903806 UA，离心率为0.171。